# Zabid
Zabid, (en arabe : زبيد), ou Zebid, est une ville de l'ouest du Yémen, au sud de la péninsule arabique, sur la plaine côtière occidentale, à environ 100 km au sud est d'al-Hodeïda. Elle tient son nom du Wadi Zabid, la vallée au sud.
Elle est l'une des plus anciennes cités du Yémen, dont elle a été la capitale entre le XIIIe et le XVe siècle. Son université était alors prestigieuse. Elle était une étape importante dans le commerce entre l'Afrique orientale et l'Asie.
La population urbaine est d'environ 23 000 personnes.
Aujourd'hui, cependant, Zabid est à la marge, intellectuellement et économiquement du Yémen moderne.

## Histoire
Zabid aurait été fondée par Mohammed Ibn Ziyad en 819. C'est aussi la date de fondation de l'université, et le début de remarquables réalisations académiques en algèbre dans le monde arabe. Zabid a rapidement acquis une réputation de ville de chercheurs. À son apogée, sous les Rassoulides, elle offrait 5 000 places d'étudiants.
C'est jusqu'à aujourd'hui le siège de l'université religieuse des Shâfi'ites, l'une des quatre écoles sunnites de droit.
La vieille ville, médina, conserve ses vieux murs, et leurs quatre portes de la ville restent, et ses maisons étroites. Plus remarquables encore sont à l'ouest la mosquée, et les ruines de l'ancienne université  Al-Bayshiya.
La construction traditionnelle prédominante est à base de briques de boue. Les maisons sont basses, généralement sur un seul niveau. La façade comporte une porte d'entrée et deux fenêtres, et est souvent peinte en blanc de chaux. L'ornementation en stuc et les frises sont fréquentes.

## Inscription sur la liste de l'UNESCO
Zabid a été déclarée site du patrimoine mondial par l'Unesco. 
Sa Grande Mosquée occupe une place prépondérante dans la ville. 
Les vestiges de son université peuvent également être visités.
En 2000, Zabid a été inscrite sur la Liste du patrimoine mondial en péril, à la demande du gouvernement yéménite, en raison d'un état de mauvais entretien et de conservation. Selon un rapport de l'Unesco, environ « 40 % des maisons de la ville ont été remplacées par des bâtiments en béton, et d'autres maisons et l'ancien souk sont dans un état de détérioration ».

## Liens internes

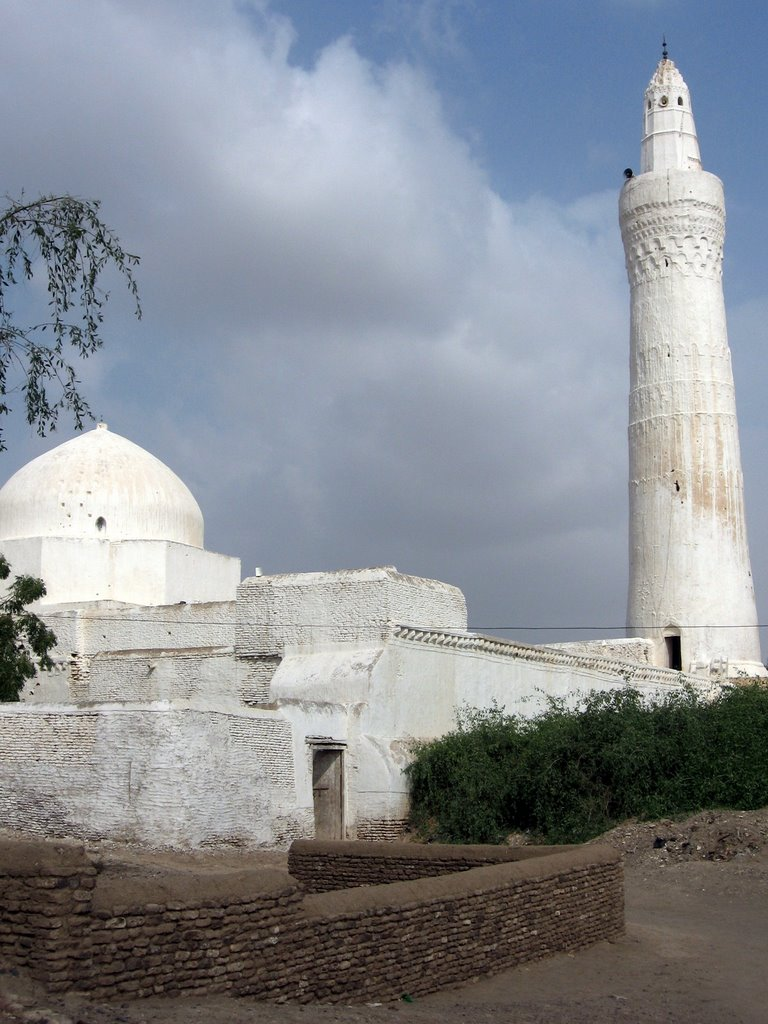
Zabid : la grande mosquée.

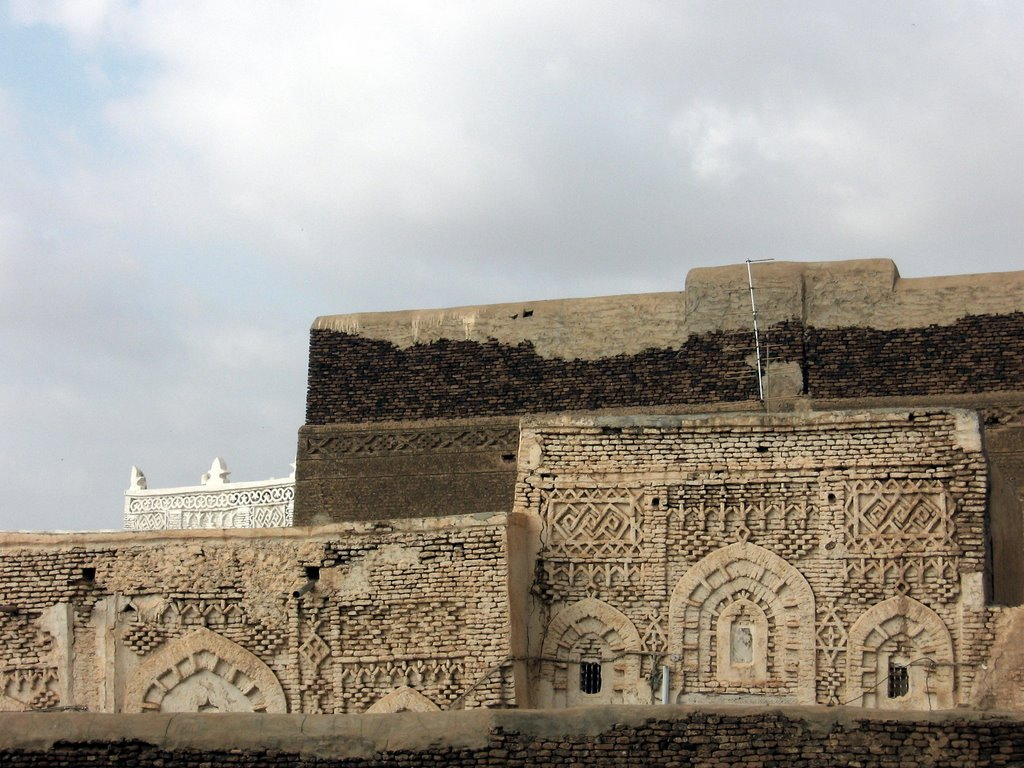
Le style de construction traditionnel de la ville.